# 保拉坎迪杜
保拉坎迪杜是巴西米纳斯吉拉斯州的一个市镇。总面积268.74平方公里，总人口9086人，人口密度33.8人/平方公里。